# Józef Sariusz Jakliński
Józef Andrzej Sariusz Jakliński herbu Jelita (zm. 1775) – kasztelan oświęcimski w latach 1758–1775, podstarości i sędzia grodzki krakowski w latach 1772–1775, podczaszy zatorsko-oświęcimki w latach 1737–1758.
Poseł na sejm 1754 roku z księstw oświęcimskiego i zatorskiego. W 1764 roku był elektorem Stanisława Augusta Poniatowskiego z województwa poznańskiego, jako delegowany do pacta conventa od Rzeczypospolitej, podpisał je. W 1767 odznaczony Orderem Świętego Stanisława